# 莫须有先生传
《莫须有先生传》为废名代表作之一，1932年写就，时年31岁。
小说文字简练，充满谐趣与理趣，佛教与禅宗的影响在书中随处可见。周作人称其创作了一种独特的“观念小说”或“玄想小说”的类型。

## 出版
- 1932年上海开明书店发行单行本，为首次出版。
- 2003年1月，广西师范大学出版社再次结集出版，包括《莫须有先生传》，《莫须有先生坐飞机以后》和《桃園》三部作品。同时收录了吴晓东《破天荒的作品——论废名小说》为总序，周作人为《莫须有先生传》做的序，以及《<桃园>跋》两篇文章。该书 ISBN 7-5633-3794-6，首印8000册，定价24.80元。